# Renate Danz
Renate Danz (* 12. Mai 1934 in Berlin; † 1. Januar 2006 ebenda) war eine deutsche Schauspielerin und Synchronsprecherin.

## Leben
Die Tochter eines Redakteurs und Übersetzers besuchte bereits während der Schulzeit eine Ballettschule und nahm von 1952 bis 1954 Schauspielunterricht bei Herma Clement. Bereits 1951 gab sie am Hebbeltheater in Berlin ihr Bühnendebüt als Margaret in James Matthew Barries Johannisnacht. Engagements an zahlreichen Berliner Bühnen folgten.
Obwohl Renate Danz bereits 1953 in der Produktion Schlagerparade Erfahrungen vor der Kamera sammelte und ein Jahr später in Falk Harnacks Romane eines Frauenarztes ihr Spielfilmdebüt gab, blieben ihre Auftritte in Film und Fernsehen selten. Abgesehen von Filmrollen wie neben Walter Giller in Hans Quests Komödie Die große Chance und in Tom Toelles Ein Sommer – ein Herbst war Renate Danz vor allem in Fernsehproduktionen klassischer Vorlagen und Bühnendramen wie Jean Giraudoux’ Irrer von Chaillot oder William Shakespeares Viel Lärm um nichts zu sehen. Außerdem übernahm sie Gastrollen in Fernsehserien wie der SFB-Krimiserie Direktion City.
Seit 1953 war Renate Danz zudem umfangreich in der Synchronisation tätig. Seit 1956 war sie die deutsche Standardsprecherin von Shirley MacLaine. Darüber hinaus lieh sie ihre markante Stimme zahlreichen berühmten Schauspielkolleginnen wie Brigitte Bardot (Das große Manöver), Kim Hunter (in den Planet-der-Affen-Filmen), Geraldine Chaplin (Die vier Musketiere), Barbara Eden (Flammender Stern), Shirley Jones (als Mutter der Partridge Familie), Lee Remick (Das Omen), Stephanie Beacham (u. a. Der Denver-Clan), Jean Marsh (als „Rose“ in Das Haus am Eaton Place) und Lily Tomlin (u. a. Nashville). In der Zeichentrickserie Kimba, der weisse Löwe sprach sie den Papagei „Pauly“. Des Weiteren ist sie auch als Stimme von Puschel, dem Eichhorn in der gleichnamigen Zeichentrickserie bekannt. Daneben arbeitete sie auch lange Zeit als Sprecherin beim Hörfunk. Anfang Januar 2006 verstarb Renate Danz im Alter von 71 Jahren, wo sie beigesetzt wurde, ist nicht bekannt.

## Filmografie (Auswahl)

### Schauspielerin
- 1953: Schlagerparade
- 1954: Roman eines Frauenarztes
- 1956: Das Konzert
- 1957: Die große Chance
- 1958: Viel Lärm um nichts
- 1958: Der Fall de la Roncière
- 1960: Die Irre von Chaillot
- 1964: Sie schreiben mit (Fernsehserie) – Das Sparschwein
- 1964: Ein Sommer – ein Herbst
- 1968: Der Arzt von St. Pauli
- 1976: Direktion City

### Synchronsprecherin
Stephanie Beacham
- 1977: Kein Pardon für Schutzengel als Chrissie
- 1985–1989: Der Denver-Clan als Sable Scott Colby
- 1985–1987: Die Colbys – Das Imperium als Sable Scott Colby
- 1990: Eine Frau namens Harry als Christine
- 1994: seaQuest DSV als Dr. Kristin Westphalen

Madlyn Rhue
- 1968: Tennisschläger und Kanonen als Jean Dillard
- 1983: Hart aber herzlich als Charlotte

Elinor Donahue
- 1975: Männerwirtschaft als Miriam
- 1991: Trio mit vier Fäusten als Elaine Warwick

Beverly Garland
- 1987: Hotel als Alice Korman
- 1987: Rauchende Colts als Leona

#### Filme
- 1954: Für Ann Blyth in Rose Marie als Rose Marie
- 1965: Für Daliah Lavi in Geheimnis im blauen Schloß als Ilona Bergen
- 1967: Für Tina Aumont in Mit Django kam der Tod als Conchita (West–Synchro)
- 1968–1973: Für Kim Hunter in den Planet-der-Affen-Filmen
- 1970: Für Noelle Adam in Alles tanzt nach meiner Pfeife als Francoise
- 1970: Für Shirley MacLaine in Ein Fressen für die Geier als Schwester Sara
- 1990: Für Billie Burke in Ein Paar wie Katz und Hund als Mrs. Norwood
- 1990: Für Dey Young in Pretty Woman als versnobte Verkäuferin
- 1991: Für Lilian Bronson in Damals im Sommer als Tante Addie
- 1992: Für Annick Alane in Der verführte Mann – L’Homme blessé als Mutter
- 1993: Für Anne Haney in Mrs. Doubtfire – Das stachelige Kindermädchen als Mrs. Sellner
- 1995: Für Judy Parfitt in Dolores als Vera Donovan
- 1996: Für Beverly Archer in ALF – Der Film als Dr. Carnage

#### Serien
- 1969: Für Antoinette Bower in Tennisschläger und Kanonen als Shelby Clavell
- 1970: Für Karin Dor in Ihr Auftritt, Al Mundy als Angela
- 1970: Für Dana Wynter in Ihr Auftritt, Al Mundy als Contessa del Mundo
- 1984: Für Allyn Ann McLerie in Hart aber herzlich als Pearl Danko
- 1984: Für Signe Hasso in Hart aber herzlich als Maria
- 1985: Für Eva Gabor in Hart aber herzlich als Renée
- 1986: Für Gretchen Wyler in Hart aber herzlich als Marlene
- 1986: Für Salome Jens in Hart aber herzlich als Sylvia Williams
- 1986: Für Takayo Fischer in Cagney & Lacey als Mrs. Jacoby
- 1990: Für Louise Latham in Hawaii Fünf-Null als Mrs. Klein
- 1990: Für Vera Miles in Cannon als Vivian Cabe
- 1991: Für Elinor Donahue in Trio mit vier Fäusten als Elaine Warwick
- 1991: Für Barbara Baxley in Hawaii Fünf-Null als Sadie Ferguson
- 1991: Für Nina Foch in Hawaii Fünf-Null als Marian Scott
- 1994–1997, 2001–2002: Für Sheila Larken in Akte X – Die unheimlichen Fälle des FBI als Margaret Scully (1. Stimme)
- 1995: Für Gloria DeHaven in Hart aber herzlich als Reva
- 1999: Für Lillian Adams in Dharma & Greg als Mrs. Spinoza